# Fältmarskalklöjtnant
Fältmarskalklöjtnant var en tidigare militär grad.

## Sverige
Hans Christoffer von Königsmarck var general av kavalleriet, då han 1648 utnämndes till Sveriges förste fältmarskalklöjtnant. Han var underordnad rikstygmästaren, som i rang var närmast efter fältmarskalken. Axel Julius De la Gardie (död 1705) var den siste innehavaren av värdigheten.

## Österrike-Ungern
I den österrikiska armén före 1919, motsvarande graden generallöjtnant. Gustaf IV Adolfs son Gustav av Wasa blev 1836 österrikisk fältmarskalklöjtnant.